# Josef Angermüller
Josef „Seppi” Angermüller (ur. 6 listopada 1949 w Osseltshausen, zm. 24 kwietnia 1977 w Civitanova Marche) – zachodnioniemiecki żużlowiec, występujący również na długim torze i na lodzie.

## Życiorys
W latach 1972–1976 czterokrotny finalista indywidualnych mistrzostw świata na długim torze (Mühldorf 1972 – VIII miejsce, Oslo 1973 – VI miejsce, Scheeßel 1974 – V miejsce, Mariańskie Łaźnie 1976 – IX miejsce). Trzykrotny medalista indywidualnych mistrzostw RFN na długim torze: srebrny (1971) oraz dwukrotnie brązowy (1974, 1976). Oprócz tego zwycięzca międzynarodowych turniejów Golden Pheasant (1972) oraz Schwarme (1973).
Na torach klasycznych – uczestnik półfinału mistrzostw świata par (Debreczyn 1972 – IV miejsce), pięciokrotny uczestnik eliminacji drużynowych mistrzostw świata (najlepsze wyniki: dwukrotnie IV miejsca w finałach kontynentalnych – Leningrad 1972 i Slaný 1974) oraz pięciokrotny uczestnik eliminacji indywidualnych mistrzostw świata (najlepszy wynik: XIII miejsce w finale kontynentalnym, Leningrad 1973). Srebrny medalista drużynowych mistrzostw RFN (1974 – w barwach klubu MSC Ruhpolding). 
Był pierwszym Niemcem, który wystąpił w lidze brytyjskiej – w sezonie 1971 reprezentował barwy klubu Reading Racers. Po raz drugi na torach brytyjskich pojawił się w sezonie 1974, startując w klubie Hull Vikings.
Zginął 24 kwietnia 1977 r. we włoskim mieście Civitanova Marche po upadku, któremu uległ podczas rundy wstępnej Indywidualnych Mistrzostw Świata.